# 18288 Nozdrachev
18288 Nozdrachev è un asteroide della fascia principale. Scoperto nel 1975, presenta un'orbita caratterizzata da un semiasse maggiore pari a 2,8868090 UA e da un'eccentricità di 0,1690627, inclinata di 8,28384° rispetto all'eclittica.